# 骆羽
骆羽（Luo Yu，1991年1月11日—），本名骆晓霜，中国女子羽毛球运动员，在2017年全運會後宣布退役。

## 生平
骆羽與雙胞胎姐姐骆赢在上幼兒園時已被业余体校的老师看中，接受羽毛球訓練；因为双胞胎被认为在场上更有默契，姊妹倆特被安排組對練習双打，未幾已進入市队和省队。後來，父母替她們改名為骆赢和骆羽，寓意「羽毛球」和「赢球」。
2008年12月，只有17岁的骆赢和骆羽成功通過国家队的选拔赛，成功入选二隊。2009年，二人首次被列在中国羽毛球大师赛的大名单上，可是最終並沒有被教練安排上場；直到2010年，她們才得到首次參加国际赛-新加坡羽毛球超級賽，惜很快便在第二場輸給新加坡的組合出局。不過，此後二人陸續取得不少参加各种国际大赛機會，並在10月份舉行的印度尼西亞羽毛球黃金大獎賽上，奪得首項国际赛事冠军。
2013年7月，骆羽代表中國（中国石油大学）出戰俄羅斯喀山舉行的世界大學生運動會，參加羽毛球比賽的女子雙打及混合團體項目，贏得兩面銀牌。
2017年9月，骆羽和骆赢代表山東省參加第十三屆全運會羽毛球比賽。她們在女子双打决赛中，爆冷以2比1击败赛会头号种子、應屆世锦赛冠军陈清晨/贾一凡，为山东夺得第一枚全运会羽毛球金牌。
骆羽和骆赢決定在全运会後退出职业羽坛。賽後，二人表示：“真不知道这枚金牌还蕴含着这么多的意义。以后我们就要回归校园了，会把更多精力放到学业上，奥运会、全运会的比赛肯定和我们无缘了，说实话很舍不得这块赛场。”在颁奖仪式後，骆羽的男友、前湖南羽毛球队队员张稳手捧一大束玫瑰花来到现场向她求婚。

## 主要比賽成績
只列出曾進入準決賽的國際賽事成績：
| 年份   | 賽事                     | 公開賽級別 | 項目     | 拍檔 | 成績   |
| ------ | ------------------------ | ---------- | -------- | ---- | ------ |
| 2010年 | 印尼羽毛球黃金大獎賽     | 黃金大獎賽 | 女子雙打 | 骆赢 | 冠軍   |
| 2011年 | 馬來西亞羽毛球黃金大獎賽 | 黃金大獎賽 | 女子雙打 | 骆赢 | 準決賽 |
| 2011年 | 加拿大羽毛球大獎賽       | 大獎賽     | 女子雙打 | 骆赢 | 準決賽 |
| 2012年 | 澳洲羽毛球黃金大獎賽     | 黃金大獎賽 | 女子雙打 | 骆赢 | 冠軍   |
| 2012年 | 中國羽毛球大師賽         | 超級賽     | 女子雙打 | 成淑 | 亞軍   |
| 2013年 | 印尼羽毛球黃金大獎賽     | 黃金大獎賽 | 女子雙打 | 骆赢 | 冠軍   |
| 2013年 | 澳門羽毛球黃金大獎賽     | 黃金大獎賽 | 女子雙打 | 骆赢 | 準決賽 |
| 2014年 | 韓國羽毛球超級賽         | 超級賽     | 女子雙打 | 骆赢 | 亞軍   |
| 2014年 | 中國羽毛球國際挑戰賽     | 國際挑戰賽 | 女子雙打 | 骆赢 | 冠軍   |
| 2014年 | 瑞士羽毛球黃金大獎賽     | 黃金大獎賽 | 女子雙打 | 骆赢 | 準決賽 |
| 2014年 | 新加坡羽毛球超級賽       | 超級賽     | 女子雙打 | 骆赢 | 準決賽 |
| 2014年 | 中國羽毛球大師賽         | 黃金大獎賽 | 女子雙打 | 骆赢 | 冠軍   |
| 2014年 | 亞洲羽毛球錦標賽         | 其他       | 女子雙打 | 骆赢 | 金牌   |
| 2014年 | 澳洲羽毛球超級賽         | 超級賽     | 女子雙打 | 骆赢 | 準決賽 |
| 2014年 | 法國羽毛球超級賽         | 超級賽     | 女子雙打 | 骆赢 | 準決賽 |
| 2014年 | 中國羽毛球首要超級賽     | 首要超級賽 | 女子雙打 | 骆赢 | 準決賽 |
| 2014年 | 香港羽毛球超級賽         | 超級賽     | 女子雙打 | 骆赢 | 準決賽 |
| 2014年 | 世界羽聯超級系列賽總決賽 | 首要超級賽 | 女子雙打 | 骆赢 | 準決賽 |
| 2015年 | 印度羽毛球超級賽         | 超級賽     | 女子雙打 | 骆赢 | 亞軍   |
| 2015年 | 馬來西亞羽毛球首要超級賽 | 首要超級賽 | 女子雙打 | 骆赢 | 冠軍   |
| 2015年 | 亞洲羽毛球錦標賽         | 其他       | 女子雙打 | 骆赢 | 銅牌   |
| 2015年 | 中華台北羽毛球黃金大獎賽 | 黃金大獎賽 | 女子雙打 | 骆赢 | 亞軍   |
| 2015年 | 韓國羽毛球超級賽         | 超級賽     | 女子雙打 | 骆赢 | 準決賽 |
| 2015年 | 法國羽毛球超級賽         | 超級賽     | 女子雙打 | 骆赢 | 亞軍   |
| 2015年 | 世界羽聯超級系列賽總決賽 | 首要超級賽 | 女子雙打 | 骆赢 | 冠軍   |
| 2016年 | 亞洲羽毛球團體錦標賽     | 其他       | 女子團體 | －   | 金牌   |
| 2016年 | 全英羽毛球首要超級賽     | 首要超級賽 | 女子雙打 | 骆赢 | 準決賽 |
| 2016年 | 中國羽毛球大師賽         | 黃金大獎賽 | 女子雙打 | 骆赢 | 冠軍   |
| 2016年 | 中華台北羽毛球黃金大獎賽 | 黃金大獎賽 | 女子雙打 | 骆赢 | 亞軍   |
| 2016年 | 日本羽毛球超級賽         | 超級賽     | 女子雙打 | 骆赢 | 準決賽 |
| 2016年 | 韓國羽毛球超級賽         | 超級賽     | 女子雙打 | 骆赢 | 亞軍   |
| 2016年 | 中國羽毛球首要超級賽     | 首要超級賽 | 女子雙打 | 骆赢 | 準決賽 |

| 2007-2017年 | 首要超級賽 | 超級賽 | 黃金大獎賽 | 大獎賽 | 國際挑戰賽 | 國際系列賽 | 未來系列賽 | 其他 |

### 奧運會和世錦賽參賽紀錄
|          | 搭檔 | 2014 | 2015 | 2016       | 2017 |
| -------- | ---- | ---- | ---- | ---------- | ---- |
| 女子雙打 | 骆赢 | 8強  | 16強 | 小組第三名 | 16強 |